# یودنهوت
یودنهوت (به هلندی: Udenhout) یک منطقهٔ مسکونی در هلند است که در تیلبورخ واقع شده‌است.

## نگارخانه

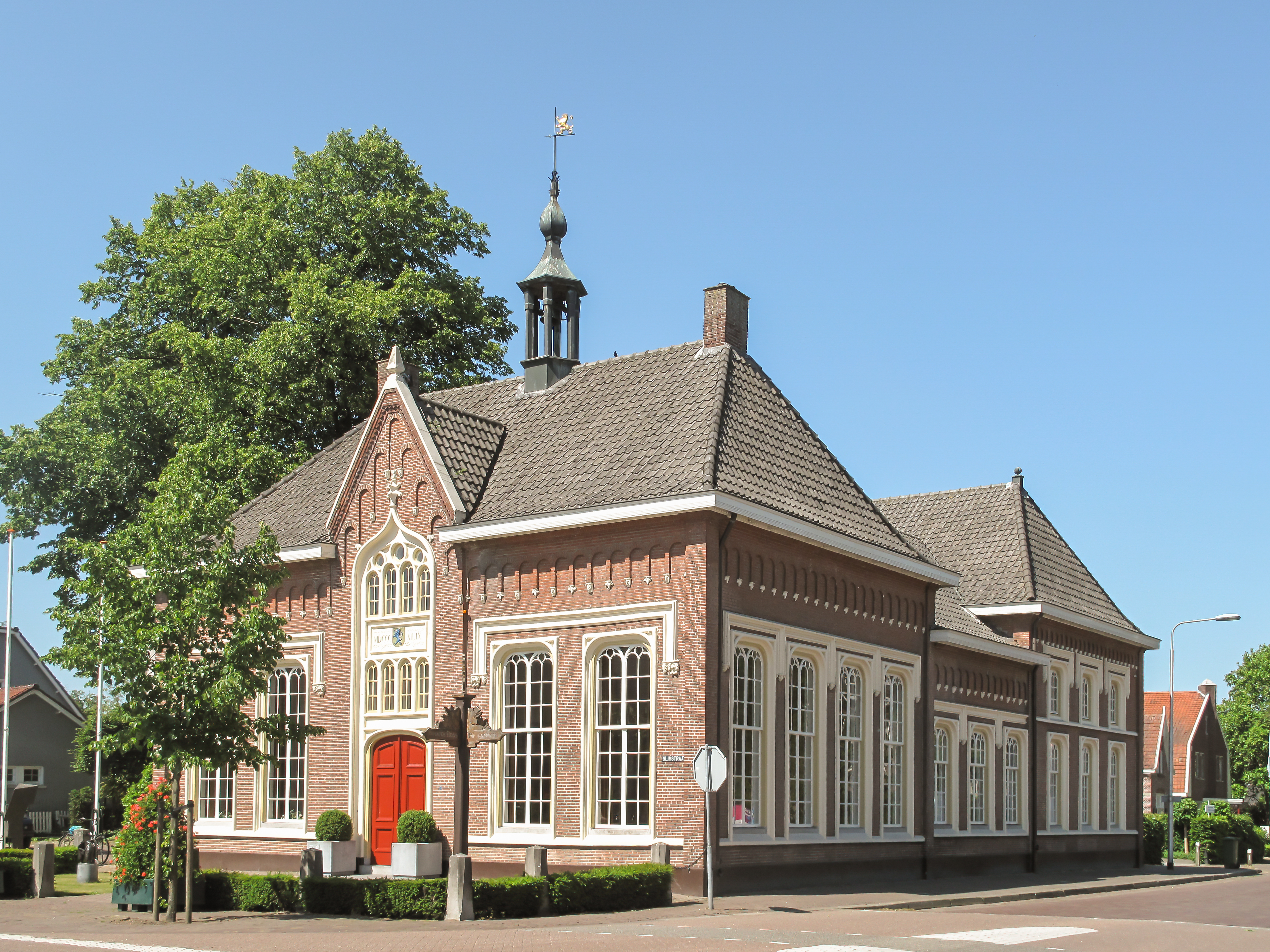
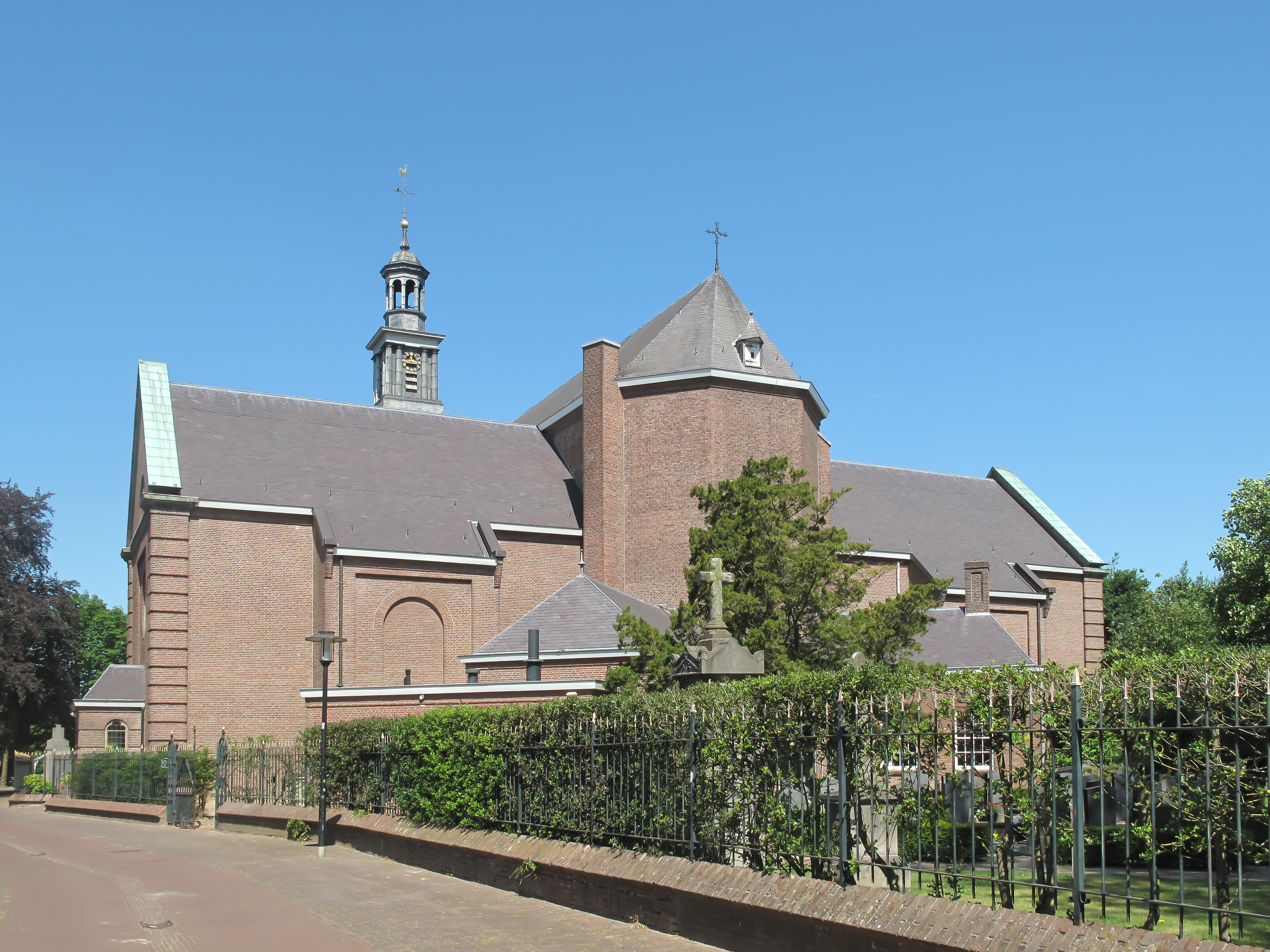

## خصوصیات
یودنهوت ۸٬۷۶۶ نفر جمعیت دارد.